# 338371 Gerritsen
338371 Gerritsen è un asteroide della fascia principale. Scoperto nel 2002, presenta un'orbita caratterizzata da un semiasse maggiore pari a 3,011722 UA e da un'eccentricità di 0,175362, inclinata di 4,647167° rispetto all'eclittica.